# Tập đoàn quân số 5 (Liên bang Nga)
Tập đoàn quân binh chủng hợp thành Cận vệ số 5 (tiếng Nga: 5-я гвардейская общевойсковая армия) là một đơn vị quân sự cấp tập đoàn quân của Lực lượng mặt đất Liên bang Nga. Đơn vị thuộc biên chế của Quân khu Đông. Đơn vị được thành lập vào tháng 8 năm 1939, ban đầu đóng tại Kiev và đã tham gia tích cực ở mặt trận Đông Âu trong Chiến tranh Vệ quốc Vĩ đại, được tặng danh hiệu Cận vệ và các huân chương Cờ Đỏ. Sau Chiến tranh Vệ quốc, đơn vị được chuyển sang biên chế của Cụm tác chiến Duyên hải ở Viễn Đông. Năm 2021, được tặng Huân chương Zhukov. Ngày 19 tháng 2 năm 2024, Tập đoàn quân 5 được tặng danh hiệu Cận vệ. Bộ tư lệnh của Tập đoàn quân số 5 đóng tại Ussuriysk. Tư lệnh hiện tại là Thiếu tướng Ivan Fedorovich Yeruslanov.
Trong Chiến tranh Nga-Ukraina, các đơn vị thành viên của Tập đoàn quân 57 tham chiến trong đội hình của Nhóm quân Vostok, tấn công Kyiv, Chernobyl từ Belarus, tấn công khu vực Đông và Nam Donetsk, Avdiivka, Sievierodonetsk, Soledar, Kherson, Bakhmut, Huliaipole, Storozhevoy, Vuhledar và chặn quân đội Ukraina phản công năm 2023.
Cơ cấu của Tập đoàn quân số 5 như sau:
- Sư đoàn bộ binh ô tô 127 (Huân chương Kutuzov):
  - Trung đoàn bộ binh 114;
  - Trung đoàn bộ binh 339;
  - Trung đoàn xe tăng 218;
  - Trung đoàn pháo binh tự hành 872;
  - Trung đoàn tên lửa phòng không 117;
- Lữ đoàn bộ binh ô tô Cận vệ độc lập 57 (Huân chương Cờ Đỏ, Huân chương Suvorov);
- Lữ đoàn bộ binh ô tô Cận vệ độc lập 60 (Huân chương Cờ Đỏ) ;
- Lữ đoàn tên lửa độc lập 20;
- Lữ đoàn pháo binh 305;
- Lữ đoàn tên lửa phòng không số 8;
- Lữ đoàn chỉ huy 80;
- Lữ đoàn bảo đảm hậu cần 101;
- Trung đoàn công binh 35;
- Sở chỉ huy phòng không 641;
- Lữ đoàn bảo vệ phóng xạ - hóa học - sinh học 25;
- Trung tâm thông tin 79;
- Tiểu đoàn thông tin độc lập 237;
- Đại đội Spetsnaz 78;
- Kho vũ khí 237;
- Kho vũ khí 245;
- Kho vũ khí 247.